# Almens
Almens (en romanche Almen) era una comuna suiza del cantón de los Grisones en la región de Viamala. El 1 de enero de 2015 se fusionó con las antiguas comunas de Paspels, Pratval, Rodels y Tomils para conformar la nueva comuna de Domleschg.

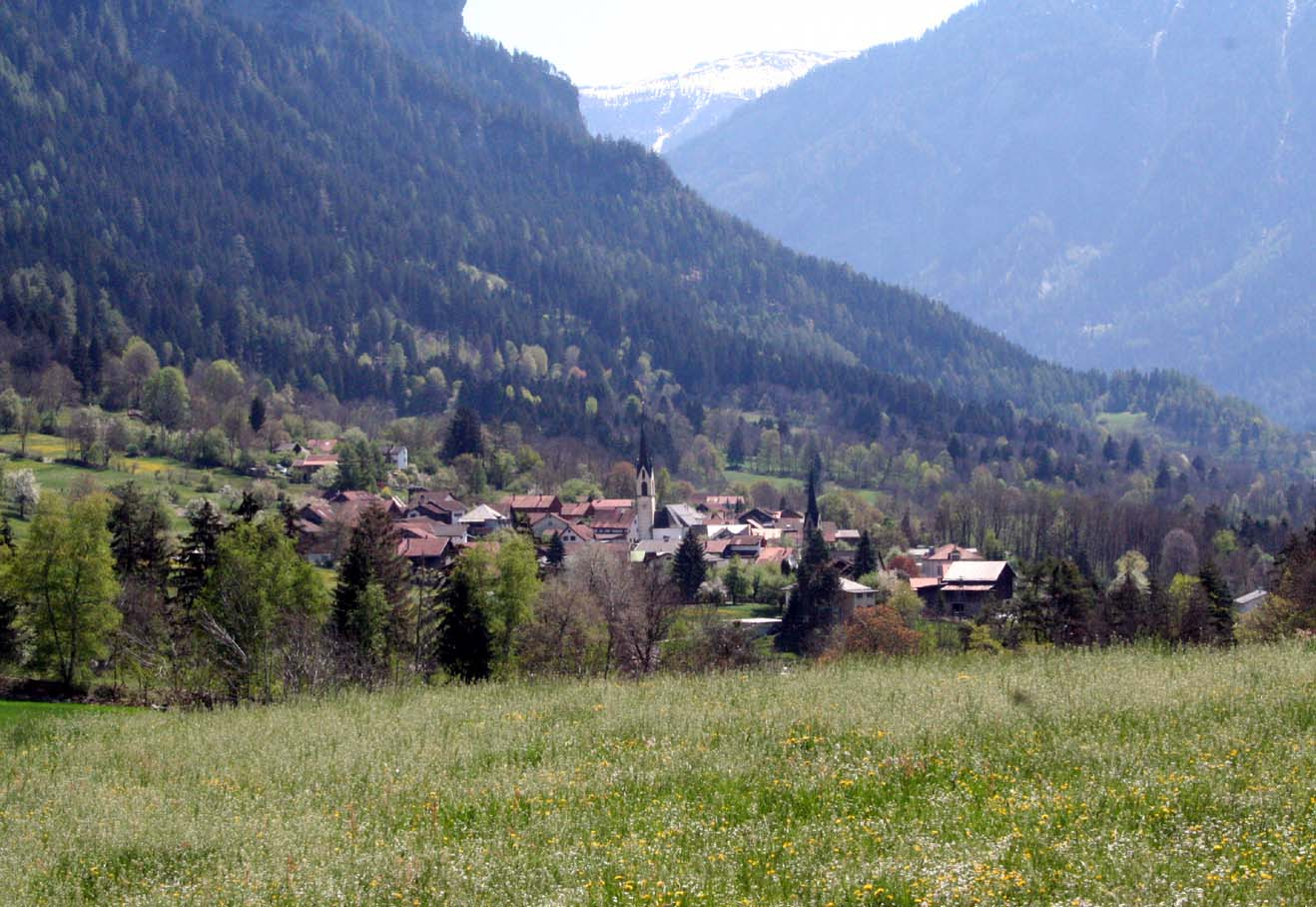
Vista de Almens.